# 阿里不哥
阿里不哥（1219年—1266年），又譯阿里布哥，蒙古皇族，是成吉思汗第四子拖雷之幼子，根据《元史》，拖雷有十一子，正妻唆鲁禾帖尼生蒙哥（长子）、忽必烈（第四子）、旭烈兀（第六子）、阿里不哥（第七子）四子。

## 生平

### 留守和林
蒙哥大汗在位時，阿里不哥駐守於大蒙古国首都哈拉和林，素來反對兄長忽必烈的漢化政策。

### 兄弟內戰
元憲宗九年七月二十一日（1259年8月11日），蒙哥去世。中統元年三月二十四日（1260年5月5日），忽必烈掌握大量精兵，于中原開平自立为皇帝；中統元年（1260年）四月，阿里不哥在哈拉和林被蒙古本土的貴族庫力台大會推舉為大蒙古国大汗。雙方為了爭大汗之位展開激烈內戰，歷時四年之久，直至中統五年七月二十八日（1264年8月21日）才得以結束，以阿里不哥失敗告終，但仍使蒙古帝國走向分裂。

### 投降而終
据《元史》记载，阿里不哥力竭投降，忽必烈把他禁錮，並赦免他的死罪，只斬殺了在他幕府的許多部屬，不久後阿里不哥於至元三年（1266年）逝世，可能是遭到忽必烈毒殺或被食物噎死。其後忽必烈在至元八年（1271年）建立元朝。

## 家庭與後代
根據《元史》的說法，阿里不哥有一妻及共有三子。玄孫阿兒巴曾短暫地被擁立為伊兒汗。
- 阿里不哥
  - 药木忽儿（威定王）
    - 哈喇忽
    - 阿勒敦不花
    - 完者
    - 完者帖木儿（《史集》认为他是药木忽儿之子，《元史》认为他是乃剌忽不花之子）
    - 薛彻干，定王
      - 察里台，定王

  - 明里帖木儿
    - 米因罕
      - 索塞
        - 阿儿巴

    - 阿只吉
    - 也孙脱阿
    - （不详）
    - 畏剌带
    - 马合木

  - 乃剌忽不花（《史集》等书记载为其妾室所生）
    - 巴臣
    - 孛羅，冀王
    - 伯颜额不干（魏王孛顏帖木兒）
    - 兀剌帖木儿
    - 忽儿巴合

《元史·宗室世系表》记载阿里不哥有四个儿子，除了以上三人，还有拉干失干，他是镇宁王那怀的父亲。《史集》记载有五子，乃剌忽不花是第五子，还有第三子忽秃合，第四子探马赤（生子伯颜）。
《华夷译语》等指殺害北元天元帝的也速迭爾（卓里克圖汗）為阿里不哥的後裔，之後恩克、坤帖木儿、答里巴、斡亦剌歹也被考证为阿里不哥的後裔。

## 影視形象

### 電視劇
- 2013年由中國中央電視台製作，同年播出中國電視劇《建元風雲》，吳樾飾

## 延伸阅读
[在维基数据编辑]
 《新元史/卷110》，出自柯劭忞《新元史》
 在维基共享资源阅览影像